# Усуль ад-дин
Усуль ад-дин (араб. أصول الدين‎ —  корни веры‎) — совокупность пяти основных положений исламского вероучения. На формирование суннитской и шиитской догматики сильное влияние оказала мутазилитская догматика, окончательно сформировавшаяся в первой половине IX века. В современных исламских высших учебных заведениях (например, в аль-Азхаре) имеются специальные факультеты (куллият усул ад-дин), в которых преподаются основы богословия и апологетики (защиты исламской веры).

## Пять догматов
Первыми, кто ввёл в ислам догматическую систему, состоящую из пяти «корней», были мутазилиты. В свою систему догматов они включили: справедливость (аль-адль), единобожие (ат-таухид), обещание и угроза (аль-ваад валь ваыд), промежуточное состояние (аль-манзиля бэйн аль-манзилятэйн), повеление и одобрение.
Суннитские и шиитские богословы сформулировали пять основных догматов, что является редким случаем в исламском богословии:
1. учение о единобожии (таухид);
2. вера в божественную справедливость, в правосудие Аллаха (адль);
3. признание пророческой миссии Мухаммада и предшествовавших пророков (нубувва);
4. вера в воскресение, Судный день (киямат) и потусторонний мир (ахират);
5. учение об имамате/халифате.

Главный предмет расхождения между суннитами и шиитами — вопрос о верховной власти (имамате).

## Богословская литература
В исламском богословии усуль ад-дин означает учение об общих принципах веры и его методологию. В богословской литературе этот термин часто употребляется как «„введение“ в изложение системы исламского вероучения». Отсюда названия таких работ, как аль-Ибана ан усулт ад-дияна аль-Ашари (ум. в 935 г.), Усуль ад-дин фи ильм аль-калам Ибн Тахира аль-Багдади (ум. в 1037 г.) и др. В подобных сочинениях авторы подразделяли пять основных догматов ислама на большее число «основ» (усул), которые делились на «вопросы» (масаил), или проблемы. Так, Ибн Тахир аль-Багдади представил в своём сочинении богословскую систему в виде пятнадцати «основ» веры, каждую из которых он подразделил также на пятнадцать «вопросов». Аш-Шахрастани (ум. в 1153 г.) в сочинении Нихаят аль-икдам фи ильм аль-калам описал двадцать «основоположений» (каваид).